# Fiona McFarland
Fiona Fuller McFarland (15 de noviembre de 1985) es una reservista naval y política estadounidense. Afiliada al Partido Republicano, desde 2020 se desempeña como miembro de la Cámara de Representantes de Florida.
Elegida originalmente para la Cámara de Representantes en noviembre de 2020 y reelegida nuevamente en 2022, McFarland ha trabajado en varios comités. Actualmente, es la presidenta del Subcomité de Transporte y Modales y es representante del Comité de Estrategias de Infraestructura, el Subcomité de Justicia Civil, el Subcomité de Energía, Comunicaciones y Ciberseguridad y el Subcomité de Reforma Regulatoria y Desarrollo Económico.

## Vida personal
McFarland es hija de la exasesora de seguridad nacional de la Casa Blanca, K. T. McFarland.
McFarland está casada con su compañero de la Academia Naval y oriundo de Florida, Matthew Melton, con quien tiene tres hijos.

## Resultados electorales

### Cámara de Representantes de Florida
|  | 54.62 % |

|  | 56.26 % |

|  | 56.29 % |